# スベノドトゲオイグアナ
スベノドトゲオイグアナ（Ctenosaura quinquecarinata）は、爬虫綱有鱗目イグアナ科トゲオイグアナ属に分類されるトカゲ。

## 分布
エルサルバドル、コスタリカ、ニカラグア、メキシコ

## 形態
全長40cm。成体は黒褐色や褐色で、白や黒の斑紋が入る。幼体は体色が鮮やかな緑色。成体でも日光浴をしている時等は、体色が緑色になることもある。
咽頭部には垂れ下がった袋状の皮膚（咽喉垂、デュラップ）があまり発達しないことが和名の由来になっている。背面にはあまり発達しない鬣状の鱗（クレスト）がある。脛の部分には棘状の鱗が並ぶ。尾は扁平。
以前はスネトゲイグアナ属Enyaliosaurusとして分割されていたが、現在はトゲオイグアナ属に統合されている。

## 生態
森林に生息する。属内でも樹上棲の傾向が強く、成体でも木に登る。
食性は動物食傾向の強い雑食で、植物の昆虫類、節足動物、葉、果実等を食べる。
繁殖形態は卵生。

## 人間との関係
ペットとして飼育されることもあり、日本にも輸入されている。属内では流通量は多い方だと思われる。成体になっても樹上棲傾向が強いためある程度高さのあるテラリウムで飼育される。属内でも大型種の流通が多い中、本種は比較的小型種のため他種に比べあまり飼育スペースを必要としない。